# Verdrag van Den Haag (1795)

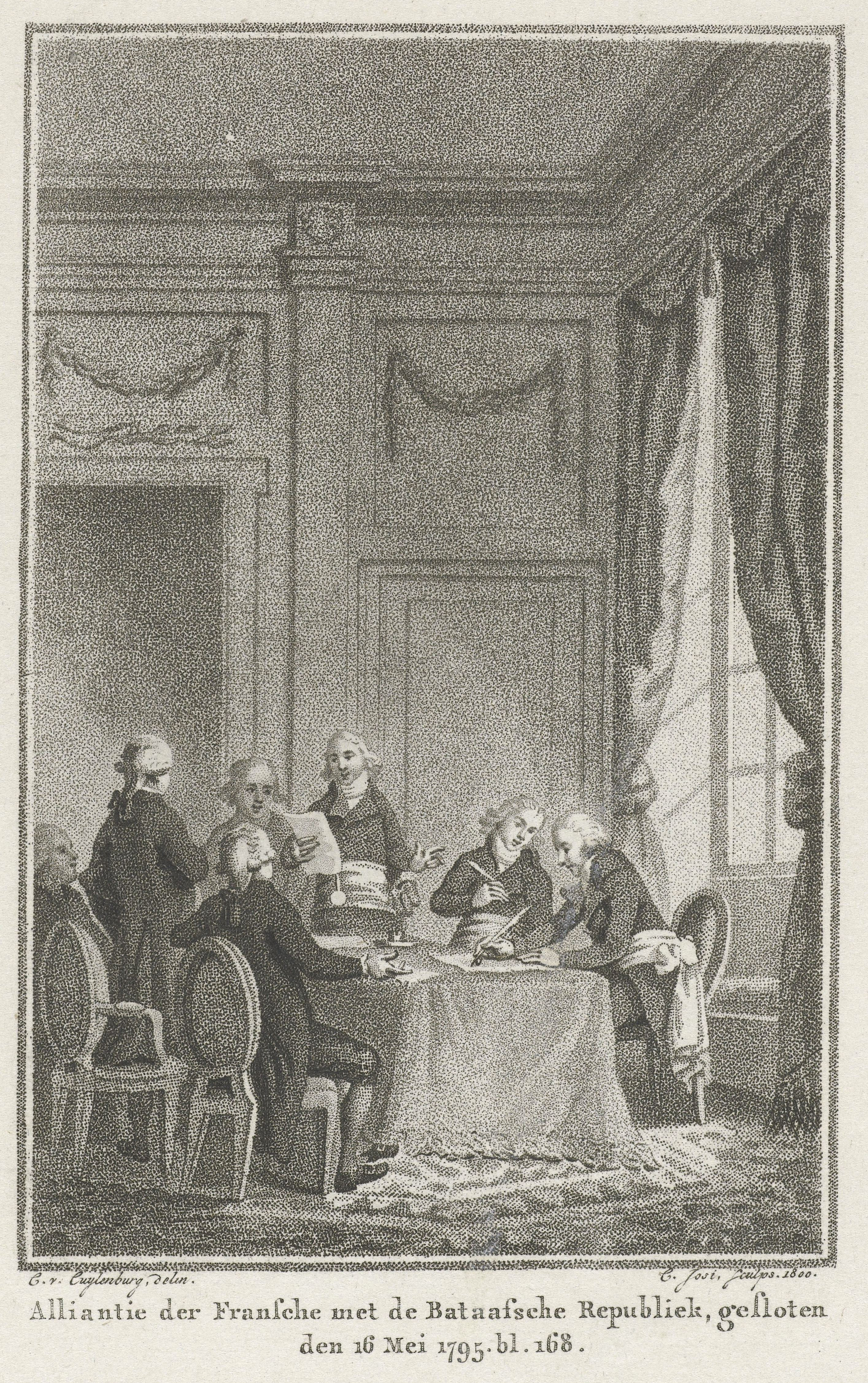
Sluiten van alliantie tussen Frankrijk en de Bataafse Republiek, 1795, Christiaan Josi, naar Cornelis van Cuylenburgh (II), 1800

In grijs de gebieden die in 1795 aan Frankrijk werden afgestaan.

Het Verdrag van Den Haag of Haags Verdrag van 16 mei 1795 is een vredesverdrag en een verdrag van defensieve en offensieve alliantie, gesloten tussen de revolutionaire Franse Republiek en de nieuwe Bataafse Republiek.

## Achtergrond
Als veroveraar had Frankrijk de gehele staatsinrichting kunnen dicteren. Het idee dat de Rijn de "natuurlijke grens" van Frankrijk was en al het land ten zuidwesten daarvan geannexeerd diende te worden, werd in 1786 uitgewerkt door Jean-Baptiste (Anacharsis) Cloots, een pro-Franse revolutionaire Pruisische edelman uit Kleef. De Rijngrensdoctrine werd aan het begin van de Franse Revolutie populair en ging het militaire beleid tijdens de Eerste Coalitieoorlog domineren. Eind 1792 en begin 1793, toen de republikeinse legers onder leiding van Dumouriez de Oostenrijkse Nederlanden en Prinsbisdom Luik binnenvielen en bezetten, werd de annexatie ervan ook al in gang gezet. Dit proces werd hervat toen de Fransen het zuiden opnieuw bezetten in 1794 en deze keer ook de Generaliteitslanden, Nijmegen en Zaltbommel. Het was duidelijk dat Frankrijk de Republiek bezuiden de Rijn, zo niet de gehele Republiek wilde inlijven. Tegelijk wilde het Bataafse Revolutionaire Comité, dat de machtsovername samen met de Franse militaire opmars wilde coördineren, dat Nederland een zekere mate van zelfstandigheid zou behouden en in plaats van onderdeel worden van Frankrijk, een nauw partnerschap zou aangaan met Frankrijk. Om het idee te versterken dat de Fransen niet als bezetters, maar bevrijders kwamen, ontketende het zelf, vlak na de Franse inname van Utrecht op 16 januari 1795, een volksopstand in Amsterdam op 18 januari om het stadsbewind daar op te eisen voor de Nederlandse patriotten. Een mogelijke verklaring is dat de regenten in Amsterdam, en tal van steden die haar voorbeeld volgden,  bereid waren om hun posities op te geven aan de patriotten en niet aan Fransen, uit angst voor annexatie.

## Onderhandelingen
Toen de gehele Republiek bezet was door patriotten en Franse soldaten, begonnen onderhandelingen over de nieuwe staatsinrichting. Op 19 januari was de Bataafse Republiek uitgeroepen, met voorlopige Franse goedkeuring. De oorspronkelijke Franse eisen waren echter zeer zwaar: een schadeloosstelling voor de oorlogskosten van 200 miljoen gulden en annexatie van al het grondgebied ten zuiden van de Waal en van Zeeland ten zuiden van de Oosterschelde. Omdat de Staten-Generaal deze voorwaarden afwees, werden nieuwe besprekingen noodzakelijk. In mei 1795 werden Emmanuel Joseph Sieyès en Jean-François Reubell daartoe naar Den Haag gestuurd om te onderhandelen over de grenzen van de Bataafse Republiek. Pieter Paulus, de voorzitter van de Nederlandse onderhandelingsdelegatie, kreeg een brief uit Parijs waarin Sieyès werd omschreven als een sluwe vos. Mede dankzij het tactvolle optreden van Paulus werden de Franse voorwaarden versoepeld. Na een week onderhandelen verklaarden de diplomaten van de beide landen, een Nederlandse commissie van vier, waaronder Johannes Lambertus Huber, dat zij elkaars soevereiniteit zouden respecteren. Daarnaast werd de Bataafse Republiek gedwongen om 100 miljoen gulden schadevergoeding betalen (de helft van het originele bedrag), een bezettingsleger van 25.000 man te onderhouden en een lening aan de Fransen te verstrekken. Maastricht, Venlo en Zeeuws-Vlaanderen werden Frans gebied, maar Staats-Brabant (dat Bataafs-Brabant werd), Zuid-Gelderland (het Rijk van Nijmegen, het Land van Maas en Waal en de Bommelerwaard) en de Zeeuwse eilanden Walcheren, Noord- en Zuid-Beveland bleven onderdeel van de Republiek. Ook werd afgedongen dat de haven van Vlissingen zou worden opengesteld voor Franse schepen. Dit verdrag was nog steeds een zware prijs voor de bevrijding van het land en lokte veel protest uit, maar het was onvermijdelijk en beter dan de aanvankelijke voorwaarden.

## Uitkomst
Frankrijk erkende het bestaan van de Bataafse Republiek en garandeerde de onafhankelijkheid ervan. Staats-Vlaanderen, Maastricht, Staats-Opper-Gelre met Venlo, Staats-Overmaas en de redemptiedorpen werden aan Frankrijk afgestaan. Voorts kreeg Frankrijk een gebruiksrecht op de haven van Vlissingen, het recht om een garnizoen in Vlissingen te legeren en een recht om in geval van vijandelijkheden de vestingen van Grave, Bergen op Zoom en 's-Hertogenbosch te bezetten. Met behoud van zelfbestuur en sterke banden met Parijs, werd de Bataafse Republiek de allereerste zusterrepubliek van het revolutionaire Frankrijk.